# Archippe (Bible)
Pour les articles homonymes, voir Archippe.
Archippe (Άρχιππος en alphabet grec et signifiant en grec ancien « maître de la cavalerie ») est un croyant paléochrétien brièvement mentionné dans deux livres du Nouveau Testament, l'Épître à Philémon et celle aux Colossiens. Il est fêté le 20 mars.

## Rôles

### Dans le Nouveau Testament
Dans la lettre de Paul à Philémon, Archippe est cité une fois aux côtés de Philémon et d'Apphia comme un hôte de l’Église et un « fervent soldat ». Dans l’Épître aux Colossiens (attribuée à Paul), l’Église est chargée de dire à Archippe : "Prends garde au ministère que tu as reçu dans le Seigneur, afin de le bien remplir" (Colossiens IV.17).

### Dans la tradition
Selon les constitutions apostoliques (7.46) du IVe siècle, Archippe, d'abord médecin, devint le premier évêque de Laodicée en Phrygie (de nos jours en Turquie). Une autre tradition stipule qu’il aurait été l’un des septante disciples nommés par Jésus Christ.
Il est commémoré le 20 mars selon le Martyrologe romain en Occident, fêté seul le 19 février ou avec Philémon le 22 novembre en Orient.